# Silvio Pfeufer
Silvio Pfeufer (* 1989 in Ost-Berlin) ist ein deutscher Koch.

## Werdegang
Pfeufer kochte nach seiner Ausbildung 2007 im Restaurant Kai 3 bei Jens Rittmeyer auf Sylt (ein Michelinstern), im Restaurant Atelier bei Jan Hartwig im Hotel Bayerischer Hof in München (drei Michelinsterne) und im Restaurant Facil bei Joachim Gerner und Michael Kempf in Berlin (zwei Michelinsterne).
Von März 2019 bis Oktober 2022 war er Küchenchef im Restaurant Einsunternull in Berlin, das von 2019 bis zur Schließung im Oktober 2022 mit einem Michelinstern ausgezeichnet wurde. 2023 kochte er im Restaurant UUU in Berlin.
Seit Oktober 2024 ist er Küchenchef im Restaurant Matthias in Berlin.

## Auszeichnungen
- 2019: Ein Michelinstern für das Restaurant Einsunternull in Berlin[4]